# Janela de Diocleciano

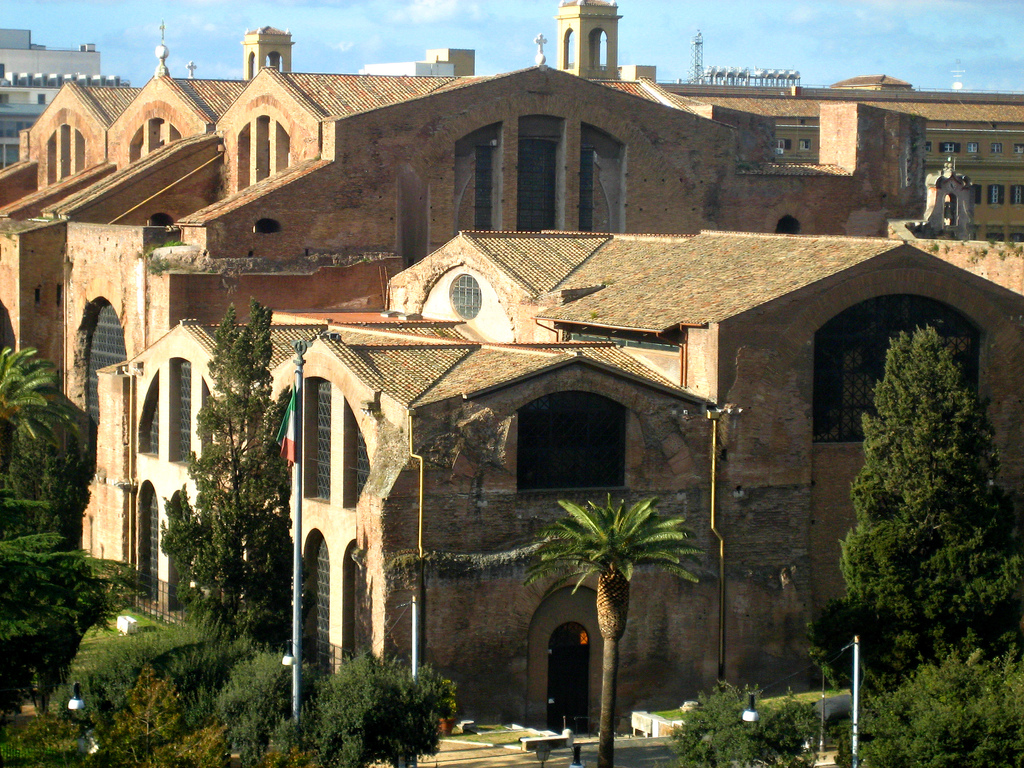
As Termas de Diocleciano em Roma com as “janelas de Diocleciano” de três luzes visíveis.

As janelas de Diocleciano, também chamadas de janelas térmicas, são grandes janelas semicirculares características dos enormes banhos públicos (termas) da Roma Antiga. Elas foram revivadas numa base limitada por alguns arquitetos revivalistas clássicos nos tempos mais modernos.
As janelas de Diocleciano são grandes janelas em arco segmentadas (ou outras aberturas), que geralmente são divididas em três luzes (compartimentos de janela) por dois montantes verticais. O compartimento central costuma ser mais largo do que as duas luzes laterais de cada lado dele.